# シャー・ルク・カーン

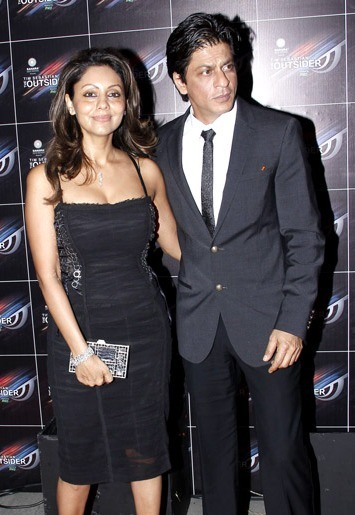
カーンとその妻（2012年）

シャー・ルク・カーン（Shah Rukh Khan; アラビア文字表記：شاه رخ خان; デーヴァナーガリー表記: शाहरुख़ ख़ान / 1965年11月2日 - ）は、インドのニューデリー出身の俳優。愛称は「SRK」もしくは「King Khan」。
メディアでは「ボリウッドのバードシャー（皇帝）」「キング・カーン」等として言及される。100本以上の映画に出演し、フィルムフェア賞14回を含む複数の映画賞を獲得している。インド政府からパドマ・シュリー勲章を授与され、フランス政府からは芸術文化勲章とレジオンドヌール勲章を授与されている。観客数と収入の点　から、いくつかのメディアは彼を世界で最も成功した映画スターの一人と評している。彼の映画の多くは、インドの国民的アイデンティティと印僑コミュニティの関係、または性別・人種・社会・宗教間の軋轢をテーマにしている。
1980年代後半、テレビシリーズからキャリアを開始し、ミュージカルロマンス『Deewana』（1992）でボリウッドデビュー。『Baazigar』（1993）と『Darr』（1993）の悪役で頭角を現した。『DDLJ 勇者は花嫁を奪う』（1995）、『Dil To Pagal Hai』（1997）、『Kuch Kuch Hota Hai』（1998）、『Mohabbatein』（2000）、『家族の四季 -愛すれど遠く離れて-』（2001）、『たとえ明日が来なくても』（2003）、『ヴィールとザーラ』（2004）、『さよならは言わないで』（2006）等、もっぱら恋愛映画に主演して興行収入上位に食い込み、地位を確立した。
『デーヴダース』（2002）でのアルコール依存症者、『Swades』（2004）のNASA科学者、スポーツドラマ『Chak De! India』（2007）のホッケーコーチ、『マイネーム・イズ・ハーン』（2010）のアスペルガー症候群の男性等の演技で、批評家から高い評価を得た。ロマンス映画『恋する輪廻 オーム・シャンティ・オーム』（2007）『神が結び合わせた2人』（2008）でさらなる商業的成功を収め、『チェンナイ・エクスプレス 〜愛と勇気のヒーロー参上〜』（2013）『ハッピー・ニュー・イヤー』（2014）ではコメディ領域にも挑戦。
短い停滞・休止期間を経て、2023年のアクション映画『PATHAAN/パターン』と『JAWAN/ジャワーン』で復帰、両作ともインド映画の興行収入上位にランクインした。
2015年現在、カーンは映画製作会社レッドチリーズ・エンターテインメントとその子会社の共同会長であり、インディアン・プレミアリーグのクリケットチーム・コルカタ・ナイトライダーズとカリビアン・プレミアリーグのチーム・トリンバゴ・ナイトライダーズの共同所有者である。
彼の多くのスポンサー契約と起業家精神から、メディアは彼をしばしば「ブランドSRK」と呼びならわす。テレビ司会者や舞台ショーのパフォーマーとして頻繁に出演している。
カーンの慈善活動は医療や災害救援にまで及び、2011年には子どもの教育支援が評価されユネスコのピラミッド・コン・マルニ賞、2018年にはインドにおける女性と子どもの権利擁護が評価され世界経済フォーラムのクリスタル賞を受賞した。インド文化において最も影響力のある人物のリストに定期的に登場し、2008年にはニューズウィーク誌が世界で最も影響力のある50人の1人に選出した。2022年には、エンパイア誌の読者投票で史上最も偉大な俳優50人の1人に選ばれ、2023年にはタイム誌が世界で最も影響力のある人物の1人に選出した。
2024年現在、カーンの個人資産は730億ルピー（約1240億円）と推定されている。

## 経歴
ニューデリーの St. Columba's High School からデリー大学の Hans RajCollege に進み、後にジャーミヤー・ミリヤー・イスラーミヤー大学で経済学の修士号を取得。学生時代には学業もスポーツも抜群の成績を修め、優等学生として表彰されている。特にスポーツの分野ではサッカーやクリケットに才能を発揮し、故障しなければスポーツ選手になりたかったと語っているほど。
学業を終えるとジョン・バリー主催の演劇グループに所属、現代演劇の俳優として舞台に出演する。1988年に出演したテレビの連続ドラマ「Fauji फ़ौजी」（フォウジー：「兵隊」）で人気がブレイク、ボンベイ（現在のムンバイ）に移住し、映画スターとしてのキャリアをスタートする。

## 私生活

### 両親
父親ミール・タージ・モハメッド・カーンはペシャーワル出身のインド独立運動家であり、アブドゥル・ガッファル・カーン率いる統一独立インドを求める非暴力抵抗運動クダイ・キドマトガルとともに運動した。ミールはアブドゥル・ガッファル・カーンの信奉者であり、インド国民会議に所属していた。彼はまた、インド国民軍の少将シャー・ナワーズ・カーンの従兄弟でもあった。
カーンによれば、父方の祖父ミール・ジャン・ムハンマド・カーンはアフガニスタン出身のパシュトゥーン人（パターン人）という。ただし、ペシャワール在住の父方のいとこたちが後に明かしたところでは、数世紀前にカシミールからペシャーワルに移住したヒンドコ語を話す一族とのことで、祖父がアフガニスタンのパシュトゥーン人という主張とは矛盾する。2010年時点で、カーンの父方の家族はペシャーワルのキッサ・クワニ・バザールのシャー・ワリ・カタール地区在住である。
1946年、ミールはデリー大学で法律を学ぶためにデリーに移ったところ、1947年に印パ分離のあおりでデリーに足止めされ、何年もペシャーワルに戻れなかった。カーンの母親ラティーフ・ファーティマーは治安判事で、政府の上級技術者の娘だった。ふたりの結婚は1959年。

### 生い立ち
カーンは1965年11月2日、ニューデリーのムスリム家庭に生まれた。人生の最初の5年間はマンガロールで過ごした。そこでは、母方の祖父イフティカール・アハメドが1960年代に港の主任技師を務めていた。カーンはツイッターで、自分自身を「半分ハイデラバード・ムスリム（母）、半分パターン人（父）、そして少しカシミール人（祖母）」と表現している。
カーンはニューデリーのラジェンドラ・ナガル地区で育った。父親はレストランを含むいくつかの事業を営み、家族は賃貸アパートで中流階級の生活を送っていた。カーンはデリー中心部のセント・コロンバ・スクールに通い、そこで学業とホッケーやサッカーなどのスポーツで優秀な成績を収め、学校の最高賞である名誉の剣を授与された。当初はスポーツ選手を目指していたが、肩を負傷して挫折。代わりに若くして舞台に出演し、ボリウッド俳優の物まねで賞賛された。お気に入りの俳優はディリープ・クマール、アミターブ・バッチャン、ムムターズだった。幼なじみで共演者だったアムリタ・シンは、後にボリウッド女優となった。
デリー大学ハンスラージ校に入学し（1985-1988年）、経済学の学士号を取得したが、もっぱらデリーのシアター・アクション・グループ（TAG）で過ごし、演出家バリー・ジョンの下で演技を学んだ。ハンスラージ卒業後、ジャミア・ミリア・イスラーミアでマスコミュニケーションの修士号取得を目指して勉強を始めたが、俳優としてのキャリアを追求するために退学した。ボリウッドでのキャリアの初期には、デリーの国立演劇学校にも通った。
父親は1981年に癌で亡くなり、母親は1991年に糖尿病の合併症で亡くなった。両親の死後、姉のシェイナズ・ララルク（1960年生まれ）は鬱状態に陥り、介護をカーンが引き受けてムンバイの邸宅に同居している。
映画俳優としてデビュー直後の26歳で学生時代からつきあっていた5歳年下のガウリー・チッバーと結婚。ガウリーはヒンドゥー教徒でシャー・ルク・カーンはイスラーム教徒。結婚後も互いの宗教を尊重し、子どもたち（長男アーリヤン、長女スハーナー）はヒンドゥー教とイスラームの両方の儀礼に親しんで育つ。
TVで活躍後、1992年「ラジュー出世する」でジューヒー・チャーウラーと共演し映画初主演。1990年代からヒンディー語映画界で圧倒的な人気を博し、アジア各国やアメリカ、ドイツ、イギリス、日本にも根強いファンがいる。

## 主な出演作品
- ラジュー出世する（Raju Ban Gaya gentleman राजू बन गया जेंटलमैन） (1992)
- 地獄曼陀羅 アシュラ（Anjaam अनजाम） (1993)
- カランとアルジュン（Karan Arjun करन अर्जुन） (1995)
- DDLJ 勇者は花嫁を奪う（Dilwale Dulhanya Le Jayange दिलवाले दुल्हनिया ले जाएँगे） (1995)
- イエス・ボス（Yes Boss यस बोस） (1997)
- コイラ 愛と復讐の炎（Koyla कोयला） (1997)
- ディル・セ 心から（Dil Se दिल से） (1998)
- 何かが起きてる（Kuch Kuch Hota Hai कुछ कुछ होता है） (1998)
- ヘー・ラーム（2000）
- 時に喜び、時に悲しみ（Kabhi Kushi Kabhi Gham कभी ख़ुशी कभी ग़म） (2001、後に邦題は「家族の四季 -愛すれど遠く離れて-」と改題)
- デーヴダース（Devdas देवदास） (2002)
- たとえ明日が来なくても（Kal Ho Naa Ho कल हो ना हो） (2003)
- ヴィールとザーラ（Veer-Zaara वीर-ज़ारा） (2004)
- Swades (2004)
- Paheli पहेली (2005)
- さよならは言わないで（Kabhi Alvida Naa Kehna कभी अलविदा ना कहना） (2006)
- DON -過去を消された男-（Don डॉन - द चेस बिगिन्स अगेन） (2006)
- Chak De India (2007)
- 恋する輪廻 オーム・シャンティ・オーム（Om Shanti Om ओम शांति ओम） (2007)
- 神が結び合わせた2人（Rab Ne Bana Di Jodi रब ने बना दी जोडी ） (2008)
- マイネーム・イズ・ハーン（My Name Is Khan） (2010)
- ラ・ワン （Ra.One) (2011)
- 闇の帝王DON 〜ベルリン強奪作戦〜 （Don 2) (2011)
- 命ある限り（Jab Tak Hai Jaan) (2012)
- チェンナイ・エクスプレス 〜愛と勇気のヒーロー参上〜 （Chennai Expres) (2013)
- FAN （FAN) (2016)
- Raees (2017)
- ブラフマーストラ (2022)
- PATHAAN/パターン（2023）
- タイガー 裏切りのスパイ（2023年）
- JAWAN/ジャワーン（2023年）

## クリケットとの関係
熱烈なクリケットファンとして知られる。クリケットはインドで圧倒的に一番人気のスポーツであり、ボリウッド映画と共に最も象徴的な現代エンターテイメントとも言われる。シャー・ルク・カーンはインドのプロクリケットリーグであるインディアン・プレミアリーグ所属のコルカタ・ナイトライダーズの共同オーナーである。他にもアメリカのメジャーリーグクリケット所属のロサンゼルス・ナイトライダーズやカリブ海地域にあるカリビアン・プレミアリーグ所属のトリンバゴ・ナイト・ライダースの経営にも関わっている。